# SHC매니지먼트
SHC매니지먼트(SHC menagement)는 신용카드 및 할부금융업체였다. 회원수는 2,200만 명으로 국내에서 가장 압도적으로 많은 카드회원을 보유하고 있다. 본사는 서울특별시 중구 소공로 70(충무로1가 21-1) 포스트타워에 있었다. 현재 청산 절차가 진행 중이며, 신용카드 발급은 없다.

## 연혁
- 2002년: 신한카드 독립
- 2006년: 조흥은행 카드사업부문 흡수, 비씨카드 발급 시작( LG카드인수 이후에는 제주은행으로 넘어가서 발급중이다.)
- 2007년 10월 1일: LG카드와 합병
- 2007년 10월 2일: SHC매니지먼트로 사명 변경